# Larangan Utara
Larangan Utara is een bestuurslaag in het regentschap Tangerang van de provincie Banten, Indonesië. Larangan Utara telt 23.825 inwoners (volkstelling 2010).